# Joshua Brillante
Joshua Brillante (Bundaberg, 25 marzo 1993) è un calciatore australiano con cittadinanza italiana, centrocampista dei Western Sydney.
È considerato uno dei migliori giovani calciatori australiani saliti alla ribalta negli ultimi anni.

## Biografia
Ha origini italiane, suo nonno è originario di Campobasso.

## Caratteristiche tecniche
Il suo ruolo principale è mediano ma può giocare anche come terzino destro o da centrocampista più offensivo. Molto forte fisicamente, quando gioca esterno spinge molto arrivando spesso al cross.

## Carriera

### Club

#### Gli inizi in Australia
Ha esordito nella massima serie australiana nel 2010 con la maglia del Goald Coast United, con cui nella stagione 2010-2011 ha giocato 2 partite di campionato; l'anno seguente è sceso in campo in 12 occasioni, ed a fine campionato è stato acquistato dal Newcastle Jets, con cui nel campionato 2012-2013 ha disputato 22 partite senza mai segnare.

#### Il passaggio alla Fiorentina
Il 14 luglio 2014 viene ufficializzato il suo passaggio a titolo definitivo alla Fiorentina per 1 milione di euro firmando un contratto biennale con opzione per il terzo.. Esordisce in maglia viola il 31 agosto seguente nella gara di campionato Roma-Fiorentina dove commette un errore clamoroso che costringe Montella a sostituirlo dopo '30 minuti (2-0).

#### I prestiti ad Empoli e Como
Dopo solo due presenze nel girone di andata in maglia viola, la società decide di cederlo a titolo temporaneo. Il 23 gennaio 2015 viene ufficializzato il prestito con diritto di riscatto, e contro riscatto da parte della Fiorentina, di 18 mesi all'Empoli dove gioca una sola partita, l'8 febbraio contro il Cesena.
Il 28 agosto 2015 viene interrotto in anticipo il prestito con l'Empoli e viene ceduto sempre in prestito fino a fine stagione al Como. Debutta in Serie B da titolare il 12 settembre in Como-Livorno 1-2.

#### Il ritorno in Australia, approdo in Grecia e nuovo ritorno in A-League
Dopo aver deluso le aspettative in Italia, il 12 luglio 2016  fa ritorno in patria dove viene acquistato a titolo definitivo dal Sydney ottenendo miglior sorte. Ha segnato il suo primo gol in campionato contro il Brisbane Roar il 19 novembre dello stesso anno. Ha segnato il suo secondo gol stagionale contro il Perth Glory in semifinale.
Alla fine del suo contratto con il Sydney FC, Brillante era in trattative per il rinnovo, ma alla fine ha deciso di firmare per il Melbourne City, secondo quanto riferito, con un contratto pluriennale.
Nel settembre 2020, Brillante ha lasciato il Melbourne City per unirsi allo Xanthi, club greco sotto la guida di Tony Popovic. Nella stagione 2020-2021, giocherà 18 partite segnando una rete.
Nel luglio 2021, Brillante è tornato di nuovo in patria per giocare per il Melbourne Victory, anch'esso sotto la guida dell'allenatore Tony Popovic. È stato nominato capitano in vista della stagione 2021/22 nonostante non avesse giocato una partita competitiva per la squadra.

### Nazionale
Ha giocato 2 partite nel Campionato asiatico Under-19 del 2012, a seguito del quale la sua nazionale si è qualificata ai Mondiali Under-20 dell'anno successivo. Convocato per il Mondiale Under-20 2013, va a segno nella seconda partita della fase a gironi del torneo, persa per 2-1 contro El Salvador.
Il 28 luglio 2013 fa il suo esordio con la nazionale maggiore australiana, giocando da titolare nella partita persa per 4-3 contro la Cina nella Coppa dell'Asia orientale; rimane invece in panchina nelle altre due partite disputate dalla sua Nazionale nel corso del torneo.
Nel 2014 viene inserito nella lista dei preconvocati per il Mondiale, dal quale poi verrà escluso.

## Statistiche

### Presenze e reti nei club
Statistiche aggiornate al 27 aprile 2024.
| Stagione                 | Club                     | Campionato               | Campionato | Campionato | Coppe nazionali | Coppe nazionali | Coppe nazionali | Coppe continentali | Coppe continentali | Coppe continentali | Altre coppe | Altre coppe | Altre coppe | Totale | Totale |
| Stagione                 | Club                     | Comp                     | Pres       | Reti       | Comp            | Pres            | Reti            | Comp               | Pres               | Reti               | Comp        | Pres        | Reti        | Pres   | Reti   |
| ------------------------ | ------------------------ | ------------------------ | ---------- | ---------- | --------------- | --------------- | --------------- | ------------------ | ------------------ | ------------------ | ----------- | ----------- | ----------- | ------ | ------ |
| 2010-2011                | Gold Coast United        | AL                       | 2          | 0          | -               | -               | -               | -                  | -                  | -                  | -           | -           | -           | 2      | 0      |
| 2011-2012                | Gold Coast United        | AL                       | 12         | 0          | -               | -               | -               | -                  | -                  | -                  | -           | -           | -           | 12     | 0      |
| Totale Gold Coast United | Totale Gold Coast United | Totale Gold Coast United | 14         | 0          |                 | -               | -               |                    | -                  | -                  |             | -           | -           | 14     | 0      |
| 2012-2013                | Newcastle Jets           | AL                       | 22         | 0          | -               | -               | -               | -                  | -                  | -                  | -           | -           | -           | 22     | 0      |
| 2013-2014                | Newcastle Jets           | AL                       | 24         | 0          | -               | -               | -               | -                  | -                  | -                  | -           | -           | -           | 24     | 0      |
| Totale Newcastle Jets    | Totale Newcastle Jets    | Totale Newcastle Jets    | 46         | 0          |                 | -               | -               |                    | -                  | -                  |             | -           | -           | 46     | 0      |
| 2014-gen. 2015           | Fiorentina               | A                        | 2          | 0          | CI              | 0               | 0               | UEL                | -                  | -                  | -           | -           | -           | 2      | 0      |
| gen.-giu. 2015           | Empoli                   | A                        | 1          | 0          | CI              | -               | -               | -                  | -                  | -                  | -           | -           | -           | 1      | 0      |
| 2015-2016                | Como                     | B                        | 21         | 0          | CI              | -               | -               | -                  | -                  | -                  | -           | -           | -           | 21     | 0      |
| 2016-2017                | Sydney FC                | AL                       | 24+2       | 1+1        | CA              | 4               | 0               | -                  | -                  | -                  | -           | -           | -           | 30     | 2      |
| 2017-2018                | Sydney FC                | AL                       | 25+1       | 1          | CA              | 5               | 0               | ACL                | 6                  | 0                  | -           | -           | -           | 37     | 1      |
| 2018-2019                | Sydney FC                | AL                       | 25+2       | 0          | CA              | 5               | 0               | ACL                | 4                  | 0                  | -           | -           | -           | 36     | 0      |
| Totale Sydney FC         | Totale Sydney FC         | Totale Sydney FC         | 79         | 3          |                 | 14              | 0               |                    | 10                 | 0                  |             | -           | -           | 103    | 3      |
| 2019-2020                | Melbourne City           | AL                       | 26+2       | 1          | CA              | 5               | 0               | -                  | -                  | -                  | -           | -           | -           | 33     | 1      |
| 2020-2021                | Skoda Xanthi             | SL2                      | 15+3       | 1          | CG              | 0               | 0               | -                  | -                  | -                  | -           | -           | -           | 18     | 1      |
| 2021-2022                | Melbourne Victory        | AL                       | 24+2       | 2          | CA              | 3               | 2               | ACL                | 1                  | 0                  | -           | -           | -           | 30     | 4      |
| 2022-2023                | Melbourne Victory        | AL                       | 24         | 3          | CA              | 1               | 0               | -                  | -                  | -                  | -           | -           | -           | 25     | 3      |
| Totale Melbourne Victory | Totale Melbourne Victory | Totale Melbourne Victory | 50         | 5          |                 | 4               | 2               |                    | 1                  | 0                  |             | -           | -           | 55     | 7      |
| 2023-2024                | Western Sydney           | AL                       | 18         | 1          | CA              | 3               | 0               | -                  | -                  | -                  | -           | -           | -           | 21     | 1      |
| Totale carriera          | Totale carriera          | Totale carriera          | 277        | 11         |                 | 26              | 2               |                    | 11                 | 0                  |             | -           | -           | 314    | 13     |

### Cronologia presenze e reti in nazionale
| Cronologia completa delle presenze e delle reti in nazionale ― Australia | Cronologia completa delle presenze e delle reti in nazionale ― Australia | Cronologia completa delle presenze e delle reti in nazionale ― Australia | Cronologia completa delle presenze e delle reti in nazionale ― Australia | Cronologia completa delle presenze e delle reti in nazionale ― Australia | Cronologia completa delle presenze e delle reti in nazionale ― Australia | Cronologia completa delle presenze e delle reti in nazionale ― Australia | Cronologia completa delle presenze e delle reti in nazionale ― Australia |
| Data                                                                     | Città                                                                    | In casa                                                                  | Risultato                                                                | Ospiti                                                                   | Competizione                                                             | Reti                                                                     | Note                                                                     |
| ------------------------------------------------------------------------ | ------------------------------------------------------------------------ | ------------------------------------------------------------------------ | ------------------------------------------------------------------------ | ------------------------------------------------------------------------ | ------------------------------------------------------------------------ | ------------------------------------------------------------------------ | ------------------------------------------------------------------------ |
| 28-7-2013                                                                | Seul                                                                     | Australia                                                                | 3 – 4                                                                    | Cina                                                                     | Coppa dell'Asia orientale 2013                                           | -                                                                        |                                                                          |
| 4-9-2014                                                                 | Liegi                                                                    | Belgio                                                                   | 2 – 0                                                                    | Australia                                                                | Amichevole                                                               | -                                                                        |                                                                          |
| 8-9-2014                                                                 | Londra                                                                   | Arabia Saudita                                                           | 2 – 3                                                                    | Australia                                                                | Amichevole                                                               | -                                                                        |                                                                          |
| 10-10-2014                                                               | Abu Dhabi                                                                | Emirati Arabi Uniti                                                      | 0 – 0                                                                    | Australia                                                                | Amichevole                                                               | -                                                                        |                                                                          |
| 14-10-2014                                                               | Doha                                                                     | Qatar                                                                    | 1 – 0                                                                    | Australia                                                                | Amichevole                                                               | -                                                                        |                                                                          |
| Totale                                                                   |                                                                          | Presenze                                                                 | 5                                                                        |                                                                          | Reti                                                                     | 0                                                                        |                                                                          |

| Cronologia completa delle presenze e delle reti in nazionale ― Australia under 23 | Cronologia completa delle presenze e delle reti in nazionale ― Australia under 23 | Cronologia completa delle presenze e delle reti in nazionale ― Australia under 23 | Cronologia completa delle presenze e delle reti in nazionale ― Australia under 23 | Cronologia completa delle presenze e delle reti in nazionale ― Australia under 23 | Cronologia completa delle presenze e delle reti in nazionale ― Australia under 23 | Cronologia completa delle presenze e delle reti in nazionale ― Australia under 23 | Cronologia completa delle presenze e delle reti in nazionale ― Australia under 23 |
| Data                                                                              | Città                                                                             | In casa                                                                           | Risultato                                                                         | Ospiti                                                                            | Competizione                                                                      | Reti                                                                              | Note                                                                              |
| --------------------------------------------------------------------------------- | --------------------------------------------------------------------------------- | --------------------------------------------------------------------------------- | --------------------------------------------------------------------------------- | --------------------------------------------------------------------------------- | --------------------------------------------------------------------------------- | --------------------------------------------------------------------------------- | --------------------------------------------------------------------------------- |
| 14-1-2014                                                                         | Mascate                                                                           | Iran under 23                                                                     | 0 – 1                                                                             | Australia under 23                                                                | Coppa d'Asia Under-22 2014 - 1º turno                                             | -                                                                                 |                                                                                   |
| 20-1-2014                                                                         | Mascate                                                                           | Australia under 23                                                                | 1 – 2                                                                             | Arabia Saudita under 23                                                           | Coppa d'Asia Under-22 2014 - Quarti                                               | -                                                                                 |                                                                                   |
| 27-3-2015                                                                         | Kaohsiung                                                                         | Australia under 23                                                                | 6 – 0                                                                             | Hong Kong under 23                                                                | Qual. Coppa d'Asia Under-23 2016                                                  | -                                                                                 |                                                                                   |
| 29-3-2015                                                                         | Kaohsiung                                                                         | Taipei cinese under 23                                                            | 0 – 4                                                                             | Australia under 23                                                                | Qual. Coppa d'Asia Under-23 2016                                                  | 1                                                                                 |                                                                                   |
| 4-9-2015                                                                          | Istanbul                                                                          | Turchia under 21                                                                  | 0 – 1                                                                             | Australia under 23                                                                | Amichevole                                                                        | -                                                                                 |                                                                                   |
| 14-1-2016                                                                         | Doha                                                                              | Australia under 23                                                                | 0 – 1                                                                             | Emirati Arabi Uniti under 23                                                      | Coppa d'Asia Under-23 2016 - 1º turno                                             | -                                                                                 |                                                                                   |
| 20-1-2016                                                                         | Doha                                                                              | Giordania under 23                                                                | 0 – 0                                                                             | Australia under 23                                                                | Coppa d'Asia Under-23 2016 - 1º turno                                             | -                                                                                 |                                                                                   |
| Totale                                                                            |                                                                                   | Presenze                                                                          | 7                                                                                 |                                                                                   | Reti                                                                              | 1                                                                                 |                                                                                   |

| Cronologia completa delle presenze e delle reti in nazionale ― Australia under 20 | Cronologia completa delle presenze e delle reti in nazionale ― Australia under 20 | Cronologia completa delle presenze e delle reti in nazionale ― Australia under 20 | Cronologia completa delle presenze e delle reti in nazionale ― Australia under 20 | Cronologia completa delle presenze e delle reti in nazionale ― Australia under 20 | Cronologia completa delle presenze e delle reti in nazionale ― Australia under 20 | Cronologia completa delle presenze e delle reti in nazionale ― Australia under 20 | Cronologia completa delle presenze e delle reti in nazionale ― Australia under 20 |
| Data                                                                              | Città                                                                             | In casa                                                                           | Risultato                                                                         | Ospiti                                                                            | Competizione                                                                      | Reti                                                                              | Note                                                                              |
| --------------------------------------------------------------------------------- | --------------------------------------------------------------------------------- | --------------------------------------------------------------------------------- | --------------------------------------------------------------------------------- | --------------------------------------------------------------------------------- | --------------------------------------------------------------------------------- | --------------------------------------------------------------------------------- | --------------------------------------------------------------------------------- |
| 24-5-2013                                                                         | Emmen                                                                             | Paesi Bassi under 21                                                              | 3 – 1                                                                             | Australia under 20                                                                | Amichevole                                                                        | -                                                                                 |                                                                                   |
| 10-6-2013                                                                         | Wollongong                                                                        | Australia under 20                                                                | 5 – 0                                                                             | Nuova Zelanda under 20                                                            | Amichevole                                                                        | -                                                                                 |                                                                                   |
| 22-6-2013                                                                         | Trebisonda                                                                        | Colombia under 20                                                                 | 1 – 1                                                                             | Australia under 20                                                                | Mondiali Under-20 2013 - 1º turno                                                 | -                                                                                 |                                                                                   |
| 25-6-2013                                                                         | Rize                                                                              | Australia under 20                                                                | 1 – 2                                                                             | El Salvador under 20                                                              | Mondiali Under-20 2013 - 1º turno                                                 | 1                                                                                 |                                                                                   |
| 28-6-2013                                                                         | Trebisonda                                                                        | Australia under 20                                                                | 1 – 2                                                                             | Turchia under 20                                                                  | Mondiali Under-20 2013 - 1º turno                                                 | -                                                                                 |                                                                                   |
| Totale                                                                            |                                                                                   | Presenze                                                                          | 5                                                                                 |                                                                                   | Reti                                                                              | 1                                                                                 |                                                                                   |

## Palmarès

### Club

#### Competizioni nazionali
- Premier's Plate: 2

Sydney FC: 2016-2017, 2017-2018
- Campionato australiano: 2

Sydney FC: 2016-2017, 2018-2019
- FFA Cup: 1

Sydney FC: 2017